# Disseny de producció
Entre les diferents tasques que requereix la realització d'una pel·lícula, el disseny de producció és l'especialitat de qui decideix en línies generals l'aspecte que tindran els escenaris en els quals es desenvolupa l'acció, ja siguin aquests fabricats (decorats) o prèviament existents (localitzacions). Treballant en estreta relació amb el director, pren totes les decisions sobre la forma, el color i l'estil plàstic de la pel·lícula.
Habitualment, aquesta figura només és necessària en produccions de gran envergadura i en les quals hi treballen diversos equips dedicats a l'escenografia, cadascun encapçalat pel seu respectiu director artístic, ja que es tracta de qui els coordina, garantint que tots ells siguin fidels a l'estètica general prèviament acordada.
No és estrany que fins i tot coneixedors del medi confonguin la seva funció amb la del director artístic, ja que aquest l'exerceix en produccions més modestes. Quan ambdós càrrecs participen en un projecte, el director artístic és qui du a terme les idees del dissenyador de producció amb ajuda del seu equip i sempre d'acord amb el director de fotografia i el departament de vestuari sobretot.
Així, hom pot dir que, en aquests casos, la tasca fonamental del dissenyador de producció és prèvia a la del director artístic i consisteix a planejar, per mitjà d'esbossos il·lustratius, dibuixos detallats o storyboards, el que el segon haurà de realitzar a la pràctica durant el rodatge.
El terme neix als Estats Units, arran de la polèmica sobre l'autoria d'una pel·lícula com a obra d'art iniciada per l'arquitecte i escenògraf Joseph Urban. El primer dissenyador de producció és el polonès Anton Grot, que s'instal·la a Hollywood cap a 1909, encara que la denominació figura per primera vegada en els crèdits d'Allò que el vent s'endugué (Victor Fleming, 1939) per reconèixer la tasca de William Cameron Menzies.
El disseny de producció és el tipus de tasca que l'espectador comú sol passar per alt i tanmateix és la que determina el contingut visual de la pel·lícula i d'ella depèn la que realitzen els decoradors, dissenyadors de vestuari o encarregats de l'attrezzo i els efectes especials a fi d'ajudar el director a aconseguir l'efecte desitjat.